# Sinotyrannus
Sinotyrannus ("čínský tyran") byl velký teropod (dravý dinosaurus) z nadčeledi tyranosauroidů, žijící v období spodní křídy (asi před 120 miliony let) na území dnešní severovýchodní Číny (provincie Liao-ning).

## Popis
Tento velký dravý dinosaurus dosahoval délky kolem 9 až 10 metrů a hmotnosti asi 2500 kilogramů.

## Zařazení
V současnosti bývá tento rod řazen do čeledi Proceratosauridae, tedy mezi vývojově primitivní (bazální) tyranosauroidy. Mezi nimi však výrazně vynikal svou velikostí, obvykle dosahovali tito teropodi délky jen kolem 3 metrů. Typový druh S. kazuoensis byl popsán v roce 2009 ze souvrství Jiufotang a v současnosti je největším známým teropodem z tzv. jeholského ekosystému (Jehol Biota). Sesterským druhem byl tyranosauroid Yutyrannus huali.

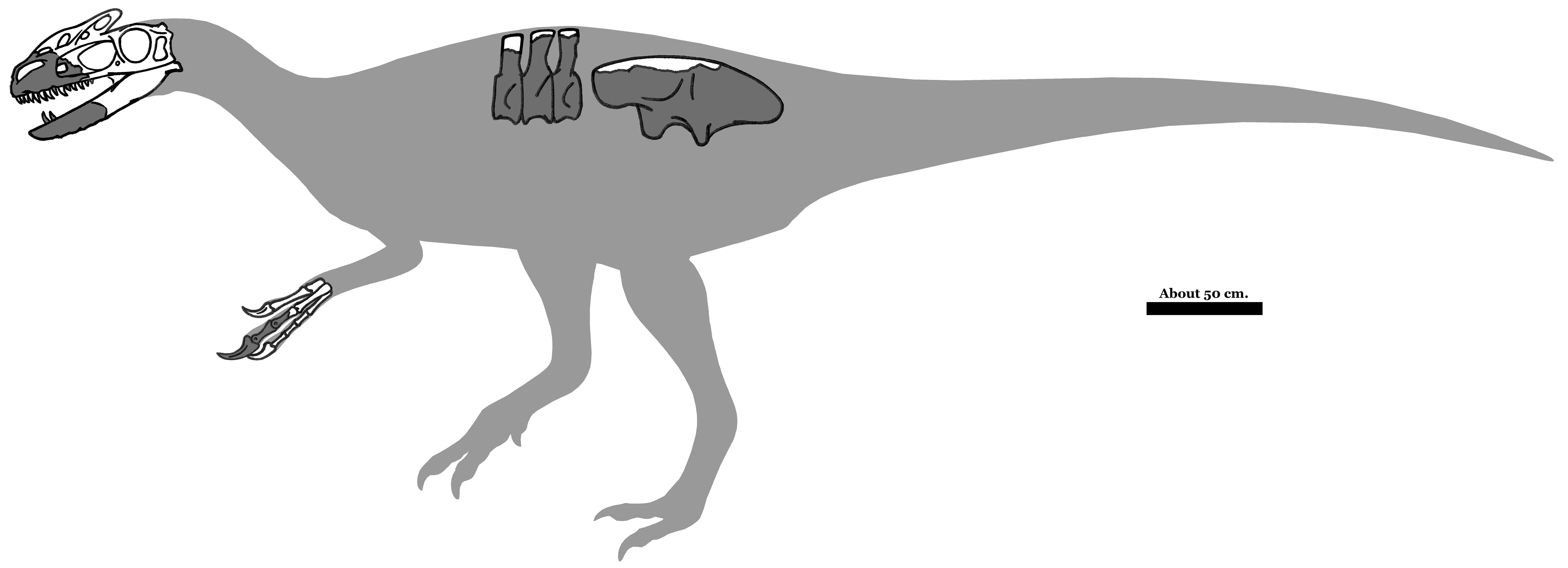
Dochovaný fosilní materiál exempláře s kat. ozn. KZV 001.